# 明心禪寺
明心禪寺位於台灣台北市研究院路，為主祀釋迦牟尼之佛教廟宇。該建物興建於1959年，今為位於台北南港區之仿古廟宇建築。另外，該廟宇的組織型態為管理人制，祭典日期則是每年農曆之八月初八。